# Кайралы
Кайралы — сельский населённый пункт в Кандалакшском районе Мурманской области. Входит в сельское поселение Алакуртти.

## Население
| 2002 | 2010 | 2021 |
| ---- | ---- | ---- |
| 0    | ↗19  | ↗26  |

Численность населения, проживающего на территории населённого пункта, по данным Всероссийской переписи населения 2010 года составляет 19 человек, из них 17 мужчин (89,5 %) и 2 женщины (10,5 %).